# سوزانا ميلر
سوزانا ميلر (بالإسبانية: Susana Miller)‏ هي راقصة باليه أرجنتينية، ولدت في القرن العشرين.